# 1429 w literaturze
Wydarzenia literackie w 1429 roku.

## Nowe książki
- Christine de Pisan, Le Ditié de Jehanne d'Arc

## Urodzili się
- Niccolò Perotti, włoski gramatyk[1]